# وانغ روي (لاعبة كرلنغ)
وانغ روي (بالصينية: 王芮)‏ هي لاعبة كرلنغ صينية، ولدت في 9 فبراير 1995 في هاربن في الصين.

## وصلات خارجية
- وانغ روي على موقع الاتحاد الدولي للكرلنغ (الإنجليزية)
- وانغ روي على موقع اللجنة الأولمبية الدولية (الإنجليزية)
- وانغ روي على موقع أوليمبيديا (الإنجليزية)